# Dirección General de Planificación y Gestión Educativa
La Dirección General de Planificación y Gestión Educativa (DGPGE) de España es el órgano directivo del Ministerio de Educación, Formación Profesional y Deportes, con dependencia orgánica de la Secretaría de Estado de Educación, encargado de la cooperación y relaciones internacionales en materia de educación y formación profesional, de los servicios y programas de educación en el exterior, de la gestión de las ayudas del Fondo Social Europeo, del sistema estatal de becas y ayudas al estudio y otras ayudas, premios nacionales al estudio y programas específicos.

## Historia
La DGPGE fue creada en la reforma gubernamental de finales de 2016 llevada a cabo por el presidente Mariano Rajoy.
El ministro de Educación, Íñigo Méndez de Vigo, reformó la estructura de su ministerio creando este órgano directivo que asumía la subdirección general sobre becas y ayudas al estudio de la extinta Dirección General de Política Universitaria y, además, creaba la una subdirección general para la gestión de los fondos europeos provenientes del Fondo Social Europeo y otra para la gestión de las competencias educativas en el exterior y de las relaciones internacionales educativas del Departamento.
La última reforma se llevó a cabo en 2020, durante el mandato de Isabel Celaá. Celaá sustituyó la subdirección encargada de las competencias de educación exterior y relaciones internacionales por la Unidad de Acción Educativa Exterior y desligó la Subdirección General de Programación, Gestión y Control del Fondo Social Europeo en el Ámbito Educativo en dos nuevas subdirecciones, la Subdirección General de Fondo Social Europeo en el Ámbito Educativo y la Subdirección General de Centros, Inspección y Programas, esta última asumiendo las funciones inspectoras y sobre la gestión de centros educativos que antes poseía la Dirección General de Evaluación y Cooperación Territorial.

## Estructura
La Dirección General de Planificación y Gestión Educativa tiene bajo su dependencia los siguientes órganos:
- La Subdirección General de Becas, Ayudas al Estudio y Promoción Educativa, que asume el diseño, planificación y dirección de la política de becas y ayudas al estudio, en coordinación con el Ministerio de Ciencia, Innovación y Universidades; la gestión administrativa y económico-financiera del sistema estatal de becas y ayudas al estudio y otras ayudas no sometidas a dicho sistema, así como el seguimiento, control y evaluación del cumplimiento de las obligaciones por los beneficiarios de becas y ayudas públicas; la coordinación de los programas de becas y ayudas al estudio promovidos por las diferentes Administraciones Públicas y por entidades e instituciones privadas; y la programación y gestión de actuaciones para promover la excelencia de los estudiantes en la educación no universitaria, sin perjuicio de las competencias atribuidas a la Secretaría General de Formación Profesional (SGFP).
- La Unidad de Acción Educativa Exterior, que se encarga de la coordinación, impulso y seguimiento de la cooperación internacional y de las relaciones internacionales en materia de educación no universitaria y formación profesional, en especial con la Unión Europea y, en particular, la asistencia a la persona titular del Ministerio en la preparación de las reuniones del Consejo de Educación, Juventud, Cultura y Deporte de la Unión Europea; así como de la planificación, dirección y gestión administrativa de los servicios de educación en el exterior encuadrados en las Consejerías, Agregadurías y Direcciones de Programas existentes en diferentes países, de la Administración educativa en el exterior, y de los centros docentes españoles de titularidad estatal en el extranjero; y la planificación de las necesidades de infraestructuras y equipamientos educativos en el exterior, con la colaboración de la Gerencia de Infraestructuras y Equipamientos de Cultura.
- La Subdirección General de Centros y Programas, a la que le corresponde asistir a las unidades periféricas del Departamento en Ceuta y Melilla y la programación y gestión de las enseñanzas; la planificación de las necesidades de infraestructura y equipamientos educativos en este ámbito geográfico y la gestión del régimen de funcionamiento de los centros docentes y la coordinación de la política de personal docente en las ciudades de Ceuta y Melilla. Asimismo, tiene competencias de regulación y supervisión de la educación concertada así como de la planificación de la oferta formativa para personas adultas y para estudiantes no universitarios con el objetivo de ampliar su formación.
- La Subdirección General de la Inspección de Educación, a la que le corresponde ejercer la función inspectora educativa en el ámbito de las competencias del Departamento; la coordinación de los servicios de inspección de las direcciones provinciales de las ciudades de Ceuta y Melilla; y el seguimiento de las disposiciones y actos de las comunidades autónomas en materia educativa no universitaria, y la adopción o propuesta de medidas derivadas del ejercicio de las funciones de alta inspección del Estado en materia de enseñanza.

## Presupuesto
La Dirección General de Planificación y Gestión Educativa tiene un presupuesto asignado de 2 662 880 560 € para el año 2023. De acuerdo con los Presupuestos Generales del Estado para 2023, la DGPGE participa en diez programas:
| N.º                                          | Programa                                                                    | Dotación        | Ref.   |
| -------------------------------------------- | --------------------------------------------------------------------------- | --------------- | ------ |
| 144B                                         | Cooperación, promoción y difusión educativa en el exterior                  | 11 304 280 €    | [ 5 ]  |
| 321M                                         | Dirección y Servicios Generales de Educación y Formación Profesional        | 6 613 390 €     | [ 6 ]  |
| 322A                                         | Educación Infantil y Primaria                                               | 16 017 670 €    | [ 7 ]  |
| 322B                                         | Educación Secundaria, Formación Profesional y Escuelas Oficiales de Idiomas | 10 667 640 €    | [ 8 ]  |
| 322E                                         | Enseñanzas artísticas                                                       | 296 750 €       | [ 9 ]  |
| 322F                                         | Educación en el exterior                                                    | 110 332 490 €   | [ 10 ] |
| 322G                                         | Educación compensatoria                                                     | 1 489 490 €     | [ 11 ] |
| 322L                                         | Inversiones en centros educativos y otras actividades educativas            | 6 960 780 €     | [ 12 ] |
| 323M                                         | Becas y ayudas a estudiantes                                                | 2 490 974 490 € | [ 13 ] |
| 000X                                         | Transferencias internas                                                     | 8 223 580 €     | [ 14 ] |
| Total presupuesto de la Secretaría de Estado | Total presupuesto de la Secretaría de Estado                                | 2 662 880 560 € |        |

## Directores generales
- José María Fernández Lacasa (2016-2018)[15]
- Diego Fernández Alberdi (2018-2021)[16]
- José Manuel Bar Cendón (2021-2022)[17]
- María del Ángel Muñoz Muñoz (2022-2024)[18]
- Susana Tejadillos Perona (2024-)[19]